# Comté de Sumter (Caroline du Sud)
Pour les articles homonymes, voir Comté de Sumter.
Le comté de Sumter est l’un des 46 comtés de l’État de Caroline du Sud, aux États-Unis. Il a été fondé en 1798. Son siège est la ville de Sumter. Selon le recensement de 2010, la population du comté est de 107 456 habitants.

## Géographie
Le comté a une superficie de 1 766 km², dont 1 723 km² en surfaces terrestres. 

## Démographie
| 1800  | 1810   | 1820   | 1830   | 1840   | 1850   |
| ----- | ------ | ------ | ------ | ------ | ------ |
| 3 571 | 19 054 | 25 269 | 28 277 | 27 892 | 33 220 |

| 1860   | 1870   | 1880   | 1890   | 1900   | 1910   |
| ------ | ------ | ------ | ------ | ------ | ------ |
| 23 859 | 25 268 | 37 037 | 43 605 | 51 237 | 38 472 |

| 1920   | 1930   | 1940   | 1950   | 1960   | 1970   |
| ------ | ------ | ------ | ------ | ------ | ------ |
| 43 040 | 45 902 | 52 463 | 57 634 | 74 941 | 79 425 |

| 1980   | 1990    | 2000    | 2010    | - | - |
| ------ | ------- | ------- | ------- | - | - |
| 88 243 | 102 637 | 104 646 | 107 456 | - | - |